# ألفرد بيلي
ألفرد بيلي (14 مارس 1872 - 1 أغسطس 1950) (بالإنجليزية: Albert Bailey)‏ هو لاعب كريكت بريطاني (وحمل سابقاً جنسية المملكة المتحدة لبريطانيا العظمى وأيرلندا). لعب مع نادي مقاطعة سومرست للكريكت ‏.